# عزلة بني واس (صعدة)

تعديل مصدري - تعديل

عزلة بني واس هي إحدى عزل مديرية ساقين في محافظة صعدة اليمنية ويبلغ تعداد سكانها 3042 نسمة حسب التعداد السكاني في اليمن لعام 2004.

## روابط خارجية
- الجهاز المركزي للإحصاء بالجمهورية اليمنية
- المركز الوطني للمعلومات باليمن
- World Gazetteer:Yemen
- الدليل الشامل